# اسأل عليا (ألبوم)
اسأل عليا هو الألبوم الأستوديو الخامس للفنانة المصرية شيرين ويحتوي على 10 أغنيات جميعها باللهجة المصرية وهو الألبوم الثالث مع شركة روتانا بعد ألبوم حبيت

## الأغاني
| #   | عنوان                              | تأليف       | تلحين          | المدة |
| --- | ---------------------------------- | ----------- | -------------- | ----- |
| 1.  | "والنبى لو جانى" (باللهجة المصرية) | إيهاب عبده  | غازي العيادي   | 4:14  |
| 2.  | "نفسى افهم ليه" (باللهجة المصرية)  | أمير طعيمة  | خالد عز        | 4:52  |
| 3.  | "هتروح" (باللهجة المصرية)          | احمد عطيتو  | تامر علي       | 4:56  |
| 4.  | "اعصابة تلاجة" (باللهجة المصرية)   | أمير طعيمة  | أحمد صلاح حسني | 3:17  |
| 5.  | "واحدة بواحدة" (باللهجة المصرية)   | إيهاب عبده  | مصطفى عوض      | 4:15  |
| 6.  | "مسؤولة منك" (باللهجة المصرية)     | سلامة علي   | محمد يحيى      | 4:14  |
| 7.  | "لو لسة باقي" (باللهجة المصرية)    | عمرو الجارم | رامي جمال      | 4:54  |
| 8.  | "ده مش حبيبي" (باللهجة المصرية)    | أمير طعيمة  | خالد عز        | 4:42  |
| 9.  | "إسأل عليا" (باللهجة المصرية)      | محمد عاطف   | محمد يحيى      | 5:04  |
| 10. | "بتحكي في إيه" (باللهجة المصرية)   | أحمد محروس  | محمد يحيى      | 3:44  |